# Iliovoúni
Iliovoúni är en ort i Grekland.   Den ligger i prefekturen Nomós Prevézis och regionen Epirus, i den centrala delen av landet, 280 km nordväst om huvudstaden Aten. Iliovoúni ligger 24 meter över havet och antalet invånare är 111.
Terrängen runt Iliovoúni är kuperad norrut, men söderut är den platt. Runt Iliovoúni är det ganska tätbefolkat, med 72 invånare per kvadratkilometer. Närmaste större samhälle är Arta, 14,9 km öster om Iliovoúni. Trakten runt Iliovoúni består till största delen av jordbruksmark.